# Carl Ludwig von Spiegel zum Desenberg
Carl Ludwig von Spiegel zum Desenberg (* 1689 in Westfalen; † 19. Oktober 1742 in Berlin) war ein Generalleutnant in der ersten Hälfte des 18. Jahrhunderts.

## Familie
Sein Geburtsort und genaues Geburtsdatum sind nicht bekannt. Carl Ludwig stammte aus dem westfälischen Adelsgeschlecht von Spiegel. Sein Vater war Hermann Wilhelm von Spiegel (* 1653), seine Mutter Claire Anna Helena von Hornberg. Er selbst heiratete 1720 Eberhardine Dorothea von Neipperg, Witwe von Graf Christoph Albrecht von Auersperg (1689–1717) und Tochter von Eberhard Friedrich von Neipperg.

## Leben
Nachdem er zunächst im Dienst der Landgrafschaft Hessen-Kassel gestanden hatte, entfaltete er seine Haupttätigkeit in russischen Diensten. Von 1736 bis 1739 nahm er im Russisch-Österreichischen Türkenkrieg an den Feldzügen gegen die Türken und Tataren bei. 1736 stieß er mit einem Vorauskommando auf Tataren und wurde bei dem folgenden Gefecht verwundet. Nach dem Rückzug des Heeres auf Perekop erhielt er den Befehl, mit einem starken Korps die ostwärts gelegene Küste der Krim und die dortige Meerenge zu erkunden. Nachdem er die Tataren in die Flucht getrieben hatte, führte er seinen Auftrag glücklich aus. Am 15. Juni 1738 wurde er bei Perekop wieder verwundet. 1741 trat er aus russischen in preußische Dienste. Im November 1741 traf er in Berlin ein und erhielt im August 1742 das preußische „Regiment Kannenberg zu Pferde“ (D IV), nun als Generalleutnant. Bereits in Russland hatte er seit 1736 diesen Rang bekleidet.
Nun wollten ihn auch die Niederlande als General der Infanterie berufen, möglicherweise weil er ganz am Anfang seiner soldatischen Laufbahn am Spanischen Erbfolgekrieg teilgenommen hatte.
Er starb jedoch bereits am 19. Oktober 1742 in Berlin.